# Coppa Italia 1970 (calcio femminile)
La Coppa Italia 1970 è stata la prima edizione del trofeo nazionale organizzato dalla Federazione Italiana Calcio Femminile (F.I.C.F.). Non è inserita nell'albo d'oro ufficiale della competizione perché la F.I.G.C. non ha mai riconosciuto i titoli e le competizioni organizzate dagli enti di promozione sportiva (FICF, AICS, ASI, UISP e CSI).
Il torneo è iniziato nel novembre 1970 subito dopo la fine del campionato di Serie A FICF ed è terminato nell'anno solare successivo solo per motivi organizzativi, malgrado fosse stato definito di competenza della stagione sportiva 1970.
Il torneo è stato fatto disputare su due raggruppamenti dopo aver raccolto le iscrizioni giunte alla FICF a settembre 1970: 
- Nord Italia, 7 squadre, squadre di Piemonte, Lombardia, Liguria e Toscana[3] inserite nel girone nord[4];
- Centro Italia, la romana A.C.F. Roma 70, inserita nel girone nord[5]
- Sicilia, 10 squadre, inserite nel girone sud[6].

È stato vinto dal Real Torino in finale, battendo per 5-0 l'Amaro Trinacria Carini..

## Finale
In gara unica, disputata venerdì 19 marzo a Torino allo Stadio Comunale.
| Squadra 1   | Risultato | Squadra 2              |
| ----------- | --------- | ---------------------- |
| Real Torino | 5-0       | Amaro Trinacria Carini |

| Arbitro: | Cosentina (Siracusa) |

|                                    |           |  |
| Avon 16’, 49’, 61’ Ciceri 40’, 52’ | Marcatori |  |